# Marquis Theatre
El Marquis Theatre es un teatro de Broadway localizado en la calle 46.ª, entre Broadway y la Octava Avenida, en el tercer piso del hotel Marriott Marquis, en el Midtown de la isla de Manhattan.

## Características
La historia del teatro está ligada al hotel que le da nombre, el New York Marriott Marquis. Para su construcción fueron derribados el Helen Hayes, el Morosco, el Bijou, y partes del Astor y el Gaiety, por lo que el Ayuntamiento de Nueva York puso como condición el incluir un nuevo teatro dentro de la estructura del hotel. El local, un teatro a la italiana de 1611 asientos, fue diseñado por arquitecto John C. Portman, Jr. y está gestionado por la empresa Nederlander Organization.
El Marquis -con una moderna caja escénica y pensado para ser usado también como salón polivalente- fue inaugurado el 9 de julio de 1986, con una serie de conciertos por Shirley Bassey.

## Producciones notables
- 1986: Yo y mi chica
- 1990: Shogun: The Musical
- 1991: Gypsy: Una fábula musical; Nick y Nora
- 1992: El hombre de la Mancha
- 1993: The Goodbye Girl
- 1994: Malditos Yankis
- 1995: Victor/Victoria
- 1998: The Capeman
- 1999: Annie cogió tu arma
- 2002: Thoroughly Modern Millie
- 2004: La Cage aux Folles
- 2005: La mujer de blanco
- 2006: The Drowsy Chaperone
- 2008: Cry-Baby; Blanca Navidad'
- 2009: El alma del Shaolín; 9 a 5; Blanca Navidad
- 2010: Come Fly Away; Donny y Marie - Una Navidad de Broadway
- 2011: Wonderland: Alice's New Musical Adventure; Follies
- 2012: Evita
- 2013: Jekyll y Hyde; Il Divo – A Musical Affair: Las mejores canciones de Broadway
- 2014: Los ilusionistas — Sé testigo de lo imposible]]
- 2015: Penn y Teller
- 2015: On Your Feet!